# Code de Taihō

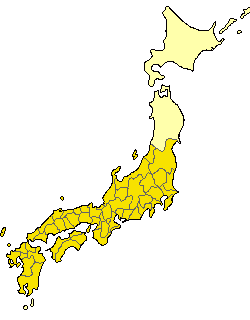
Carte des provinces en 701.

Le code de Taihō (大宝律令, Taihō-ritsuryō), également appelé régime des codes, est le ritsuryō promulgué en 701, durant l'ère Taihō. Il s'inspire fortement des exemples chinois et coréens sur le continent. Il en subsiste six copies datant du IXe siècle reproduisant des parties différentes, ce qui permet de le reconstituer. Modifié par le code Yōrō en 718, il reste en vigueur jusqu’à la seconde moitié du XIXe siècle. Il traduit la hiérarchie des membres du gouvernement (code des atours).
Le pays, alors divisé en régions selon le Gokishichidō, est divisé en provinces appelées kuni (国), et le gouvernement central installe des kokushi (国司). Les provinces sont ensuite divisées en districts (gun). Lors de l'application du code, il y a 68 provinces et 592 districts.